# Qu'est-ce que le tiers état ?
Qu'est-ce que le Tiers-État ? (lit. ‘Què és el Tercer Estat?’) és un pamflet publicat per l'abbé Sieyès el gener de 1789 com preludi a la convocatòria dels Estats generals de 1789.
Siéyès hi presenta i critica la situació del moment, i indica les reformes necessàries, especialment que el vot de cadascun dels ordres es faci proporcionalment a la seva representació real dins la nació (favorable al Tiers-État, que representava un 98% dels francesos). Dona les premises de l'adveniment d'una assemblea nacional constituent.
Del text de Siéyès se'n van vendre 30.000 exemplars en 4 setmanes.